# Jodłówka (dopływ Nysy Kłodzkiej)
Jodłówka (niem. Thanndorfer Wasser, 600–800 m n.p.m.)  – potok, dopływ Nysy Kłodzkiej w Masywie Śnieżnika, w Sudetach.
Jodłówka wypływa na zachodnim stoku góry Puchacz, na wysokości 800 m n.p.m. w lesie świerkowym regla dolnego, płynie przez Jodłów do ujścia na wysokości 600  m n.p.m.